# Nikola Mektić
Nikola Mektić (* 24. Dezember 1988 in Zagreb, SR Kroatien, SFR Jugoslawien) ist ein kroatischer Tennisspieler, der sich auf das Doppel spezialisiert hat. Mit Wesley Koolhof zusammen gewann er den Titel bei der inoffiziellen Tennis-Weltmeisterschaft, den ATP Finals 2020. Darüber hinaus gewann er olympisches Gold und einen Grand-Slam-Titel jeweils mit Mate Pavić.

## Karriere
Nikola Mektić spielt hauptsächlich auf der ATP Tour und gewann bisher 31 Doppel-Turniere. Seine höchste Platzierung in der Doppel-Weltrangliste war der 1. Rang im Oktober 2021.
Er konnte zu Beginn seiner Karriere elf Einzel- und fünf Doppelsiege auf der ITF Future Tour feiern. Auf der ATP Challenger Tour gewann er neun Doppelturniere. 
Nikola Mektić spielte erstmals 2011 für die kroatische Davis-Cup-Mannschaft. 2018 gewann er mit ihr den Davis Cup.

## Erfolge
| Legende (Anzahl der Siege)       |
| Grand Slam (2)                   |
| Olympische Spiele (1)            |
| ATP World Tour Finals (1)        |
| ATP World Tour Masters 1000 (11) |
| ATP World Tour 500 (4)           |
| ATP World Tour 250 (13)          |
| ATP Challenger Tour (9)          |

| ATP-Titel nach Belag |
| Hartplatz (18)       |
| Sand (8)             |
| Rasen (6)            |

### Doppel

#### Turniersiege

##### ATP World Tour
| Nr. | Datum             | Turnier          | Belag         | Partner          | Finalgegner                          | Ergebnis            |
| --- | ----------------- | ---------------- | ------------- | ---------------- | ------------------------------------ | ------------------- |
| 1.  | 19. Februar 2017  | Memphis          | Hartplatz (i) | Brian Baker      | Ryan Harrison Steve Johnson          | 6:3, 6:4            |
| 2.  | 30. April 2017    | Budapest         | Sand          | Brian Baker      | Juan Sebastián Cabal Robert Farah    | 7:62, 6:4           |
| 3.  | 15. April 2018    | Marrakesch       | Sand          | Alexander Peya   | Benoît Paire Édouard Roger-Vasselin  | 7:5, 3:6, [10:7]    |
| 4.  | 13. Mai 2018      | Madrid           | Sand          | Alexander Peya   | Bob Bryan Mike Bryan                 | 5:3 aufgg.          |
| 5.  | 10. Februar 2019  | Sofia            | Hartplatz (i) | Jürgen Melzer    | Hsieh Cheng-peng Christopher Rungkat | 6:2, 4:6, [10:2]    |
| 6.  | 18. März 2019     | Indian Wells (1) | Hartplatz     | Horacio Zeballos | Marcelo Melo Łukasz Kubot            | 4:6, 6:4, [10:3]    |
| 7.  | 21. April 2019    | Monte Carlo (1)  | Sand          | Franko Škugor    | Robin Haase Wesley Koolhof           | 6:73, 7:63, [11:9]  |
| 8.  | 22. November 2020 | London           | Hartplatz (i) | Wesley Koolhof   | Jürgen Melzer Édouard Roger-Vasselin | 6:2, 3:6, [10:5]    |
| 9.  | 12. Januar 2021   | Antalya          | Hartplatz     | Mate Pavić       | Ivan Dodig Filip Polášek             | 6:2, 6:4            |
| 10. | 7. Februar 2021   | Melbourne        | Hartplatz     | Mate Pavić       | Jérémy Chardy Fabrice Martin         | 7:62, 6:3           |
| 11. | 7. März 2021      | Rotterdam (1)    | Hartplatz (i) | Mate Pavić       | Kevin Krawietz Horia Tecău           | 7:67, 6:2           |
| 12. | 3. April 2021     | Miami            | Hartplatz     | Mate Pavić       | Daniel Evans Neal Skupski            | 6:4, 6:4            |
| 13. | 18. April 2021    | Monte-Carlo (2)  | Sand          | Mate Pavić       | Daniel Evans Neal Skupski            | 6:3, 4:6, [10:7]    |
| 14. | 16. Mai 2021      | Rom (1)          | Sand          | Mate Pavić       | Rajeev Ram Joe Salisbury             | 6:4, 7:64           |
| 15. | 25. Juni 2021     | Eastbourne (1)   | Rasen         | Mate Pavić       | Rajeev Ram Joe Salisbury             | 6:4, 6:3            |
| 16. | 10. Juli 2021     | Wimbledon        | Rasen         | Mate Pavić       | Marcel Granollers Horacio Zeballos   | 6:4, 7:65, 2:6, 7:5 |
| 17. | 30. Juli 2021     | Tokio            | Hartplatz     | Mate Pavić       | Marin Čilić Ivan Dodig               | 6:4, 3:6, [10:6]    |
| 18. | 15. Mai 2022      | Rom (2)          | Sand          | Mate Pavić       | John Isner Diego Schwartzman         | 6:2, 6:76, [12:10]  |
| 19. | 21. Mai 2022      | Genf             | Sand          | Mate Pavić       | Pablo Andújar Matwé Middelkoop       | 2:6, 6:2, [10:3]    |
| 20. | 19. Juni 2022     | London           | Rasen         | Mate Pavić       | Lloyd Glasspool Harri Heliövaara     | 3:6, 7:63, [10:6]   |
| 21. | 24. Juni 2022     | Eastbourne (2)   | Rasen         | Mate Pavić       | Matwé Middelkoop Luke Saville        | 6:4, 6:2            |
| 22. | 9. Oktober 2022   | Astana           | Hartplatz (i) | Mate Pavić       | Adrian Mannarino Fabrice Martin      | 6:4, 6:2            |
| 23. | 14. Januar 2023   | Auckland (1)     | Hartplatz     | Mate Pavić       | Nathaniel Lammons Jackson Withrow    | 6:4, 6:75, [10:6]   |
| 24. | 18. Juni 2023     | Stuttgart        | Rasen         | Mate Pavić       | Kevin Krawietz Tim Pütz              | 7:62, 6:3           |
| 25. | 30. Juni 2023     | Eastbourne (3)   | Rasen         | Mate Pavić       | Ivan Dodig Austin Krajicek           | 6:4, 6:2            |
| 26. | 13. Januar 2024   | Auckland (2)     | Hartplatz     | Wesley Koolhof   | Marcel Granollers Horacio Zeballos   | 6:3, 6:75, [10:7]   |
| 27. | 18. Februar 2024  | Rotterdam (2)    | Hartplatz (i) | Wesley Koolhof   | Robin Haase Botic van de Zandschulp  | 6:3, 7:5            |
| 28. | 15. März 2024     | Indian Wells (2) | Hartplatz     | Wesley Koolhof   | Marcel Granollers Horacio Zeballos   | 7:62, 7:64          |
| 29. | 13. Oktober 2024  | Shanghai         | Hartplatz     | Wesley Koolhof   | Máximo González Andrés Molteni       | 6:4, 6:4            |
| 30. | 2. November 2024  | Paris            | Hartplatz (i) | Wesley Koolhof   | Lloyd Glasspool Adam Pavlásek        | 3:6, 6:3, [10:5]    |
| 31. | 11. Januar 2025   | Auckland (3)     | Hartplatz     | Michael Venus    | Christian Harrison Rajeev Ram        | kampflos            |
| 32. | 17. August 2025   | Cincinnati       | Hartplatz     | Rajeev Ram       | Lorenzo Musetti Lorenzo Sonego       | 4:6, 6:3, [10:5]    |

##### ATP Challenger Tour
| Nr. | Datum              | Turnier    | Belag         | Partner         | Finalgegner                           | Ergebnis          |
| --- | ------------------ | ---------- | ------------- | --------------- | ------------------------------------- | ----------------- |
| 1.  | 25. September 2010 | Ljubljana  | Sand          | Ivan Zovko      | Marin Draganja Dino Marcan            | 3:6, 6:0, [10:3]  |
| 2.  | 8. Juli 2012       | Arad       | Sand          | Antonio Veić    | Marin Draganja Dino Marcan            | 7:65, 4:6, [10:3] |
| 3.  | 4. November 2012   | Montevideo | Sand          | Antonio Veić    | Blaž Kavčič Franko Škugor             | 6:3, 5:7, [10:7]  |
| 4.  | 14. September 2013 | Banja Luka | Sand          | Marin Draganja  | Dominik Meffert Oleksandr Nedowjessow | 6:4, 3:6, [10:6]  |
| 5.  | 27. Juni 2015      | Mailand    | Sand          | Antonio Šančić  | Cristian Garín Juan Carlos Sáez       | 6:3, 6:4          |
| 6.  | 28. Mai 2016       | Vicenza    | Sand          | Andrei Golubew  | Gastão Elias Fabrício Neis            | 6:3, 6:3          |
| 7.  | 10. Juni 2016      | Prag       | Sand          | Tomasz Bednarek | Zdeněk Kolář Matěj Vocel              | 6:4, 5:7, [10:7]  |
| 8.  | 27. August 2016    | Manerbio   | Sand          | Antonio Šančić  | Juan Ignacio Galarza Leonardo Mayer   | 7:5, 6:1          |
| 9.  | 2. Oktober 2016    | Orléans    | Hartplatz (i) | Franko Škugor   | Ariel Behar Andrej Wassileuski        | 6:2, 7:5          |

#### Finalteilnahmen
| Nr. | Datum              | Turnier          | Belag         | Partner         | Finalgegner                          | Ergebnis                   |
| --- | ------------------ | ---------------- | ------------- | --------------- | ------------------------------------ | -------------------------- |
| 1.  | 24. Juli 2016      | Umag             | Sand          | Antonio Šančić  | Martin Kližan David Marrero          | 4:6, 2:6                   |
| 2.  | 1. Oktober 2017    | Shenzhen         | Hartplatz     | Nicholas Monroe | Alexander Peya Rajeev Ram            | 3:6, 2:6                   |
| 3.  | 11. Februar 2018   | Sofia (1)        | Hartplatz (i) | Alexander Peya  | Robin Haase Matwé Middelkoop         | 7:5, 4:6, [4:10]           |
| 4.  | 25. Februar 2018   | Rio de Janeiro   | Sand          | Alexander Peya  | David Marrero Fernando Verdasco      | 7:5, 5:7, [8:10]           |
| 5.  | 6. Mai 2018        | München          | Sand          | Alexander Peya  | Ivan Dodig Rajeev Ram                | 3:6, 5:7                   |
| 6.  | 6. Oktober 2019    | Tokio            | Hartplatz     | Franko Škugor   | Nicolas Mahut Édouard Roger-Vasselin | 6:77, 4:6                  |
| 7.  | 23. Februar 2020   | Marseille        | Hartplatz (i) | Wesley Koolhof  | Nicolas Mahut Vasek Pospisil         | 3:6, 4:6                   |
| 8.  | 10. September 2020 | US Open          | Hartplatz     | Wesley Koolhof  | Mate Pavić Bruno Soares              | 5:7, 3:6                   |
| 9.  | 20. März 2021      | Dubai (1)        | Hartplatz     | Mate Pavić      | Juan Sebastián Cabal Robert Farah    | 6:70, 6:74                 |
| 10. | 9. Mai 2021        | Madrid           | Sand          | Mate Pavić      | Marcel Granollers Horacio Zeballos   | 6:1, 3:6, [8:10]           |
| 11. | 15. August 2021    | Toronto          | Hartplatz     | Mate Pavić      | Rajeev Ram Joe Salisbury             | 3:6, 6:4, [3:10]           |
| 12. | 26. Februar 2022   | Dubai (2)        | Hartplatz     | Mate Pavić      | Tim Pütz Michael Venus               | 3:6, 7:65, [14:16]         |
| 13. | 23. April 2022     | Belgrad          | Sand          | Mate Pavić      | Ariel Behar Gonzalo Escobar          | 2:6, 6:3, [7:10]           |
| 14. | 9. Juli 2022       | Wimbledon        | Rasen         | Mate Pavić      | Matthew Ebden Max Purcell            | 6:75, 7:63, 6:4, 4:6, 6:72 |
| 15. | 20. November 2022  | Turin            | Hartplatz (i) | Mate Pavić      | Rajeev Ram Joe Salisbury             | 6:74, 4:6                  |
| 16. | 11. November 2023  | Sofia (2)        | Hartplatz (i) | Julian Cash     | Gonzalo Escobar Alexander Nedowessow | 3:6, 6:3, [11:13]          |
| 17. | 15. Juni 2024      | ’s-Hertogenbosch | Rasen         | Wesley Koolhof  | Nathaniel Lammons Jackson Withrow    | 6:75, 6:73                 |
| 18. | 27. Oktober 2024   | Basel            | Hartplatz (i) | Wesley Koolhof  | Jamie Murray John Peers              | 3:6, 5:7                   |
| 19. | 22. Juni 2025      | London           | Rasen         | Michael Venus   | Julian Cash Lloyd Glasspool          | 3:6, 7:65, [6:10]          |

### Mixed

#### Turniersiege
| Nr. | Datum           | Turnier         | Belag     | Partnerin          | Finalgegner                        | Ergebnis         |
| --- | --------------- | --------------- | --------- | ------------------ | ---------------------------------- | ---------------- |
| 1.  | 1. Februar 2020 | Australian Open | Hartplatz | Barbora Krejčíková | Bethanie Mattek-Sands Jamie Murray | 5:7, 6:4, [10:1] |

#### Finalteilnahmen
| Nr. | Datum             | Turnier | Belag     | Partnerin       | Finalgegner                        | Ergebnis         |
| --- | ----------------- | ------- | --------- | --------------- | ---------------------------------- | ---------------- |
| 1.  | 8. September 2018 | US Open | Hartplatz | Alicja Rosolska | Jamie Murray Bethanie Mattek-Sands | 6:2, 3:6, [9:11] |

## Abschneiden bei bedeutenden Turnieren

### Doppel
Die Tabelle listet die Ergebnisse der Grand-Slam-Turniere, der ATP Finals, der Olympischen Spiele, des Davis Cups und der Masters-Turniere auf.
| Turnier           | 2025 | 2024 | 2023 | 2022 | 2021 | 2020 | 2019 | 2018 | 2017 | 2016 | Karriere |
| ----------------- | ---- | ---- | ---- | ---- | ---- | ---- | ---- | ---- | ---- | ---- | -------- |
| Australian Open   | 1    | AF   | 2    | 2    | HF   | 2    | AF   | 2    | AF   | —    | 1 × HF   |
| French Open       | 2    | 2    | 1    | AF   | —    | HF   | 1    | HF   | 1    | —    | 2 × HF   |
| Wimbledon         | 2    | 2    | AF   | F    | S    |      | AF   | AF   | HF   | 1    | 1 × S    |
| US Open           |      | VF   | 2    | VF   | 1    | F    | 2    | AF   | 1    | —    | 1 × F    |
| ATP Finals        |      | RR   | —    | F    | HF   | S    | —    | RR   | —    | —    | 1 × S    |
| Indian Wells      | 1    | S    | AF   | 1    | VF   |      | S    | 1    | 1    | —    | 2 × S    |
| Miami             | HF   | AF   | 1    | AF   | S    |      | AF   | VF   | VF   | —    | 1 × S    |
| Monte Carlo       | 1    | AF   | AF   | VF   | S    |      | S    | —    | —    | —    | 2 × S    |
| Madrid            | VF   | —    | AF   | AF   | F    |      | AF   | S    | —    | —    | 1 × S    |
| Rom               | 1    | VF   | 1    | S    | S    | AF   | AF   | 1    | AF   | —    | 2 × S    |
| Kanada            | AF   | AF   | 1    | AF   | F    |      | 1    | HF   | 1    | —    | 1 × F    |
| Cincinnati        | S    | AF   | VF   | AF   | AF   | VF   | 1    | VF   | 1    | —    | 1 × S    |
| Shanghai          |      |      |      |      |      |      | 1    | VF   | 1    | —    | 1 × VF   |
| Paris             |      | S    | —    | —    | AF   | VF   | 1    | AF   | 1    | —    | 1 × S    |
| Olympische Spiele |      | 1    |      |      |      | S    |      |      |      | —    | 1 × S    |
| Davis Cup         |      |      |      | —    | —    | —    | —    | S    | 1    | —    | 1 × S    |

Zeichenerklärung: S = Turniersieg; F, HF, VF, AF = Einzug ins Finale, Halb-, Viertel-, Achtelfinale; 1, 2, 3 = Ausscheiden in der 1., 2., 3. Haupt- / Finalrunde; Q1, Q2, Q3 = Ausscheiden in der 1., 2. 3. Qualifikationsrunde; RR = Round Robin (Gruppenphase); nicht ausgetragen oder andere Kategorie; PO (Playoff), P2 = Auf-/Abstiegsrunde zur Weltgruppe I/II im Davis Cup; W2 = Teilnahme in der Weltgruppe II

### Mixed
| Turnier         | 2017 | 2018 | 2019 | 2020 | 2021 | 2022 | 2023 | 2024 | 2025 | Karriere |
| --------------- | ---- | ---- | ---- | ---- | ---- | ---- | ---- | ---- | ---- | -------- |
| Australian Open | —    | —    | 1    | S    | 1    | —    | AF   | —    | —    | S        |
| French Open     | 1    | AF   | VF   |      | —    | —    | —    | —    | 1    | VF       |
| Wimbledon       | AF   | AF   | AF   |      | —    | —    | AF   | —    | 1    | AF       |
| US Open         | AF   | F    | 1    |      | —    | 1    | —    | —    |      | F        |